# Nestoras Kommatos
Nestoras Kommatos, en Griego:Νέστορας Κόμματος (nacido el 4 de mayo de 1977 en Larissa, Grecia) es un exjugador de baloncesto griego. Con 2.03 metros de estatura, jugaba en las posiciones de ala-pívot y pívot. Desarrolló una larga carrera como deportista profesional en su país, actuando también en Israel, Italia, España, Rusia, Irán y Turquía. Asimismo llegó a integrar la selección de baloncesto de Grecia.

## Trayectoria
Surgido de la cantera del Gymnastikos Syllogos Larissas, jugó también en el Makedonikos y en el PAOK Salónica BC, antes de llegar al Aris Salónica BC en 2003. Concluyó la temporada 2003-04 de la A1 Ethniki como el máximo goleador del campeonato, promediando 20,9 puntos por partido. Gracias a ello fue fichado en agosto de 2004 por el Maccabi Tel Aviv, equipo israelí con el que conquistaría la Euroliga en la temporada 2004-05. Posteriormente jugaría para el Fortitudo Bologna de la Serie A de Italia y para el CB Sevilla de la Liga ACB de España, destacándose más por su falta de disciplina que por su juego en la cancha.
Regresó a su país fichado por el AEK Atenas BC, pero en 2007 volvió a dejar Grecia para unirse al Lokomotiv Rostov de Rusia.
En septiembre de 2008 firmó un contrato con el Trikala 2000, pero un mes después su vínculo con el club fue disuelto. En consecuencia Kommatos continuó su carrera en el AE Larissa y el Olympia Larissa, dos equipos de su ciudad natal (en el medio tuvo una experiencia en Irán, reforzando al Zob Ahan Isfahan en los playoffs de la Superliga de Irán de 2009).  
En las siguientes temporadas el jugador integraría los planteles del Maroussi BC, el Rethymno BC, el Aries Trikala y el Kolossos Rodou BC -todos equipos de la A1 Ethniki-, haciendo también incursiones en la máxima categoría del baloncesto turco con el Mersin BB y en la segunda división del baloncesto italiano con el Pallacanestro Sant'Antimo.
Los últimos cinco años de su carrera como jugador profesional los vivió en el Ermis Agias, un equipo de las categorías del ascenso griego. 

## Selección nacional
Kommatos es hijo de un padre de nacionalidad griega y de una madre de nacionalidad guineana, por lo que resultó elegible para integrar la selección de Grecia y la de Guinea. Se inclinó por la primera opción, siendo convocado a 5 partidos con el equipo europeo. 